# Rukha
Rukha, eller Rokha, är ett distrikt i Afghanistan. Det ligger i provinsen Panjshir, i den nordöstra delen av landet, 90 kilometer norr om huvudstaden Kabul.
Distriktet beräknades år 2022 ha cirka 27 000 invånare.